# Sars-cov-2

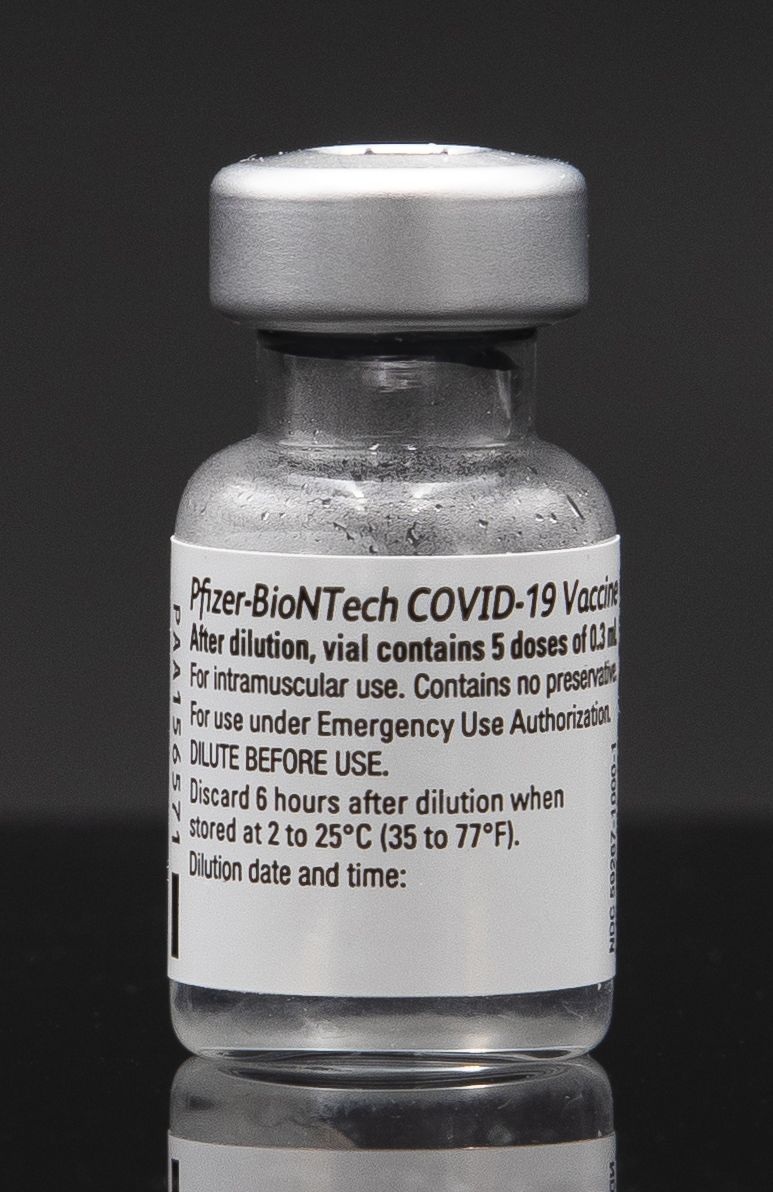
Ett vaccin mot sars-cov-2 (tozinameran).

Sars-cov-2 eller SARS-CoV-2 (av engelskans severe acute respiratory syndrome coronavirus 2, som betyder "svår akut respiratorisk sjukdom, coronavirus 2") är ett för människa och olika djurarter smittsamt coronavirus som orsakar sjukdomen covid-19 och som givit upphov till coronaviruspandemin 2019–2021. Viruset upptäcktes i slutet av 2019 i Wuhan i Kina. Sars-cov-2 orsakar luftvägsinfektioner som i de allra flesta fall leder till mildare sjukdomssymptom som går över inom två veckor. Ibland, främst hos äldre, personer med kronisk sjukdom och vissa andra riskfaktorer, kan en virusinfektion dock få dödlig utgång. Ursprunget, det vill säga från vilket värddjur som viruset härstammar, är okänt.

## Namn
Den 11 februari 2020 gav International Committee on Taxonomy of Viruses (ICTV) viruset det officiella engelska namnet "severe acute respiratory syndrome coronavirus 2", fökortat SARS-CoV-2, utifrån riktlinjer för namngivning av nya sjukdomar publicerade 2015 av Världshälsoorganisationen (WHO). Samma dag tilldelades den sjukdom som virus orsaker av WHO det officiella namnet "covid-19", av de engelska orden "coronavirus", "disease" och året 2019 då virusutbrottet började. På svenska anges namnet vanligen med gemener, det vill säga sars-cov-2, som på svenska översätts till "svår akut respiratorisk sjukdom, coronavirus 2". Tidigare har viruset kallats för 2019 novel coronavirus (2019-nCoV), ett tillfälligt namn givet av WHO. Informellt har viruset även kallats Wuhan-coronaviruset och det nya coronaviruset.

## Sjukdom
Viruset sars-cov-2 orsakar sjukdomen covid-19. Sjukdomen ger symptom som feber, hosta och trötthet. Inkubationstiden är vanligen omkring 5 dagar men kan sträcka sig från två till 14 dagar. I Sverige klassas sjukdomen covid-19 som samhällsfarlig sjukdom.

### Upptäckt och utbrottet 2019–2020
Viruset upptäcktes i slutet av 2019. Den 31 december 2019 fick Världshälsoorganisationens (WHO) lokala kontor i Kina information om att en ny typ av lunginflammation dykt upp i staden Wuhan. Den 7 januari 2020 kunde kinesiska myndigheter identifiera viruset som en ny typ av coronavirus. Under början av 2020 orsakade viruset en epidemi i Kina, med uppgifter om över 80 000 sjukdomsfall och över 3 000 dödsfall i slutet av februari 2020. Mörkertalet antogs vara stort. Epidemin startade i provinsen Hubei i Kina, men spreds sedan till andra kinesiska provinser och andra länder. Den 11 mars 2020 meddelade WHO att spridningen av sars-cov-2 klassas som en pandemi.

## Systematik och ursprung
Sars-cov-2 är ett coronavirus som tillhör gruppen SARS-virus (SARS-CoV eller SARSr-COV) som tidigare blivit allmänt känd för virusstammen SARS-CoV som orsakade utbrottet av sjukdomen sars. Arten ingår i släktet betacoronavirus och undersläktet sarbecovirus.
Familjen coronavirus förekommer hos en mängd djur som fungerar som naturliga reservoarer för dem. Ibland kan ett virus mutera och därmed bli smittsamt för människan. Sars-cov-2 liknar genetiskt varianter av coronavirus som återfinns hos fladdermöss. Av andra kända coronavirus som smittat människor liknar sars-cov-2 främst SARS-CoV, det virus som orsakar sjukdomen sars. SARS-CoV har hittats hos flera däggdjur och har likt sars-cov-2 stora genetiska likheter med sådana coronavirus som finns hos fladdermöss. Även om flera snarlika virusstammar finns hos fladdermöss är de inte en trolig direkt källa till spridningen till människor. Detta på grund av att fladdermöss i området kring Wuhan under utbrottet befinner sig i vinterdvala samt att de tidigare utbrotten av de närbesläktade och liknande virusen SARS-CoV och MERS-CoV smittade människor via mellanvärdar: maskpalmmård för SARS-CoV och dromedarer för MERS-CoV. Dock fungerar fladdermöss som en naturlig reservoar för denna typ av coronavirus. Myrkottar, som är en stor grupp däggdjur, har föreslagits som en möjlig källa eller mellanvärd för viruset då snarlika varianter av coronavirus återfunnits hos dem. Vid den matmarknad i Wuhan som flera av de först identifierade fallen av covid-19-smitta besökt, hade de exponerats för olika vilda djur som såldes illegalt, dock inte fladdermöss. En annan teori som framförts av en del forskare är att viruset ursprungligen, förmodligen av misstag, läckte från laboratoriet i Wuhan som forskar på just coronavirus hos bland annat fladdermöss. 

## Virologi
Strukturen hos sars-cov-2 liknar övriga coronavirus. Dess genom i form av RNA är omslutet av ett klotformat hölje; utstickande ur detta finns glykoprotein som i elektronmikroskop liknar en kungakrona eller korona, därav virusgruppens namn. Detta protein kallas på grund av sin form spike protein eller spikprotein, eller ibland peplomer. Proteinets funktion är att göra det möjligt för viruset att binda till membranproteinet ACE2 på värdens celler, exempelvis dess endotelceller, och i förlängningen ta sig in i dem. Spikproteinet har ett smalt skaft med en förtjockning i yttersta delen, där det finns en yta som passar till ACE2 och kan binda till den. Skaftets inre del sticker ner i  virusets lipidhölje. Eftersom spikproteinet är så viktigt för att viruset ska kunna ta sig in i värdens celler har de flesta försök att framställa vaccin mot covid-19 riktat in sig mot detta protein.
Precis som viruset SARS-CoV som orsakar sars använder sars-cov-2 enzymet angiotensinkonverterande enzym-2 (ACE2) för att få en inkörsport till den cell viruset infekterar.
Mutationer har gett olika varianter av sars-cov-2, i en del fall med en något avvikande sjukdomsbild eller annan spridningshastighet. Mutationerna upptäcks när man sekvenserar virusets RNA. De mutationer som ger upphov till vad som kallas varianter har ofta någon substitution, så att en aminosyra ändras, i exempelvis spikproteinet.

## Galleri

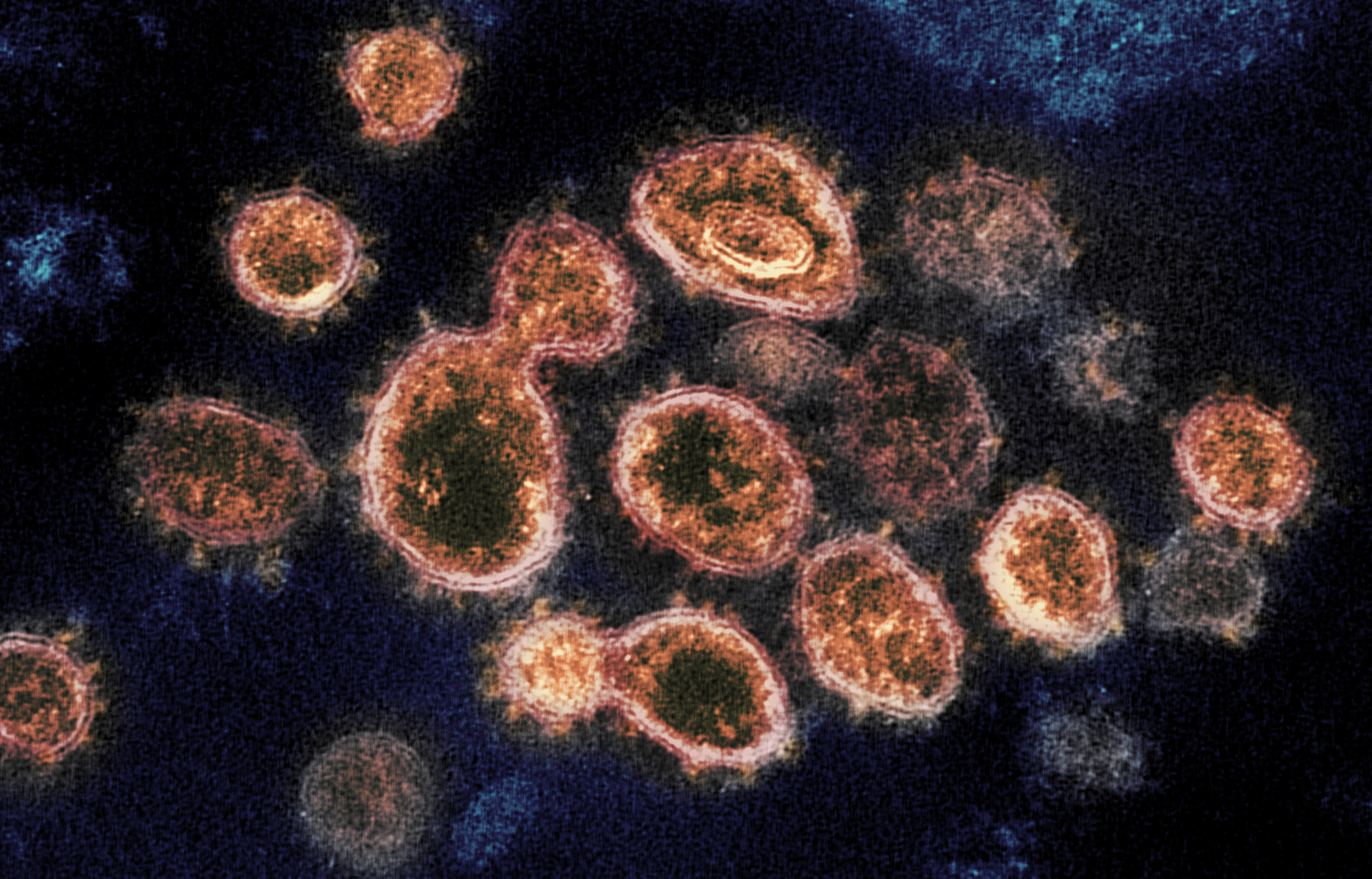
Bild på sars-cov-2 tagen med elektronmikroskop.
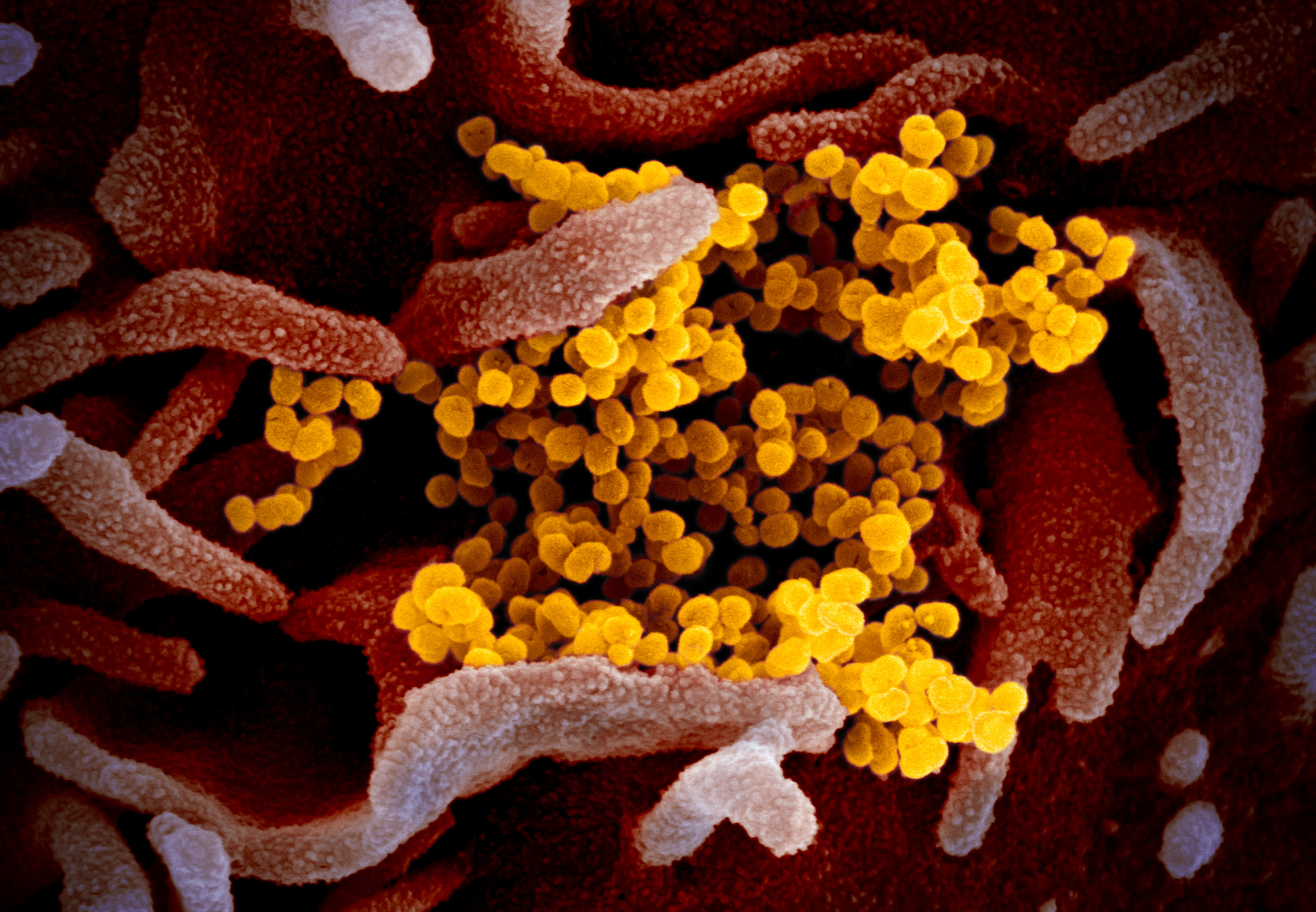
Bild på sars-cov-2 genom svepelektronmikroskop. Virusen syns i gult.
- Video som visar hur viruset tar sig in en cell.